# Andreas Thorkildsen
Andreas Thorkildsen (Kristiansand, 1 april 1982) is een voormalige Noorse speerwerper. Hij was tweevoudig olympisch kampioen op dit onderdeel. Nadat hij in 2004 verrassend de gouden medaille op de Olympische Spelen van Athene had veroverd, slaagde hij er vier jaar later tijdens de Olympische Spelen in Peking in deze titel te prolongeren. In de tussenliggende periode won hij in 2006 ook de Europese titel in Göteborg, waarna hij in 2010 ook die titel prolongeerde. Intussen had hij in 2009 tevens de wereldtitel voor zich opgeëist. Bovendien schreef hij verschillende Noorse titels op zijn naam.

## Biografie

### Telg uit een sportief nest
Op elfjarige leeftijd begon Thorkildsen met speerwerpen en sloot zich aan bij KIF Kristiansand, zijn thuisclub. Daarnaast speelde hij tot zijn zestiende voetbal. Dat Thorkildsen zijn weg zou zoeken in de atletiek, leek vanzelfsprekend. Zijn vader Tomm Thorkildsen was zelf ook een goed speerwerper met een persoonlijk record van 71,64 m (1974) en 10,70 s op de 100 m. Ook zijn moeder Bente Amundsen was een begenadigd loopster; zij werd in 1972 Noors kampioene op de 100 m horden.
Zijn eerste internationale succes behaalde Andreas Thorkildsen in 1999. Hij won goud op het Europees Jeugd Olympisch Festival door met 69,88 de Slowaak Peter Zupanc (zilver) en de Tsjech Martin Klíma te verslaan. Op de WK voor junioren een jaar later in de Chileense stad Santiago won hij een zilveren medaille. Met 76,34 eindigde hij achter de Zuid-Afrikaan Gerhardus Pienaar (goud met 78,11) en voor de Koreaan Park Jae-Myong (brons met 72,36).

### Wereldrecord bij de junioren
In 2001 verhuisde Thorkildsen naar Oslo, waar Åsmund Martinsen zijn coach werd bij SK Vidar. Op de Europese kampioenschappen voor junioren in de Italiaanse stad Grosseto werd het opnieuw zilver. Met 76,98 eindigde hij achter de Rus Aleksandr Ivanov (goud met 80,18) en voor de Fin Saku Kuusisto (brons met eveneens 76,98). Anderhalve maand ervoor, op 7 juni, had hij het wereldjeugdrecord speerwerpen verbeterd tot 83,87. Vandaar dat hij in Grosseto als favoriet voor de titel van start ging, maar die rol kon hij op dat moment niet waarmaken.

### Tweemaal olympisch kampioen
Zijn grootste resultaten behaalde Andreas Thorkildsen in 2004 en 2008. Met een persoonlijk beste prestatie van 86,50 won hij zijn eerste gouden medaille op de Olympische Spelen van Athene. Hij versloeg hierbij de Let Vadims Vasiļevskis (zilver) en de Rus Sergej Makarov (brons). Vier jaar later lukte het hem opnieuw om de hoogste olympische eer naar zich toe te halen. Op de Olympische Spelen in Peking wierp hij zijn speer naar de olympische recordafstand van 90,57 en gaf hiermee de Let Ainārs Kovals (zilver met 86,64) en de Fin Tero Pitkämäki (brons met 86,16) het nakijken.
Opmerkelijk genoeg wist Thorkildsen zijn eerste olympische titel bij de erop volgende wereldkampioenschappen niet in goud om te zetten. In 2005 werd hij op de wereldkampioenschappen in Helsinki verslagen door de Est Andrus Värnik, die bijna een meter verder wierp en moest hij met zilver genoegen nemen (87,17 om 86,18). Iets dergelijks overkwam hem twee jaar later op de WK in Osaka, waar hij tweede werd achter Tero Pitkämäki (90,33 om 88,61). Dezelfde Pitkämäki, die hij het jaar ervoor bij de Europese kampioenschappen in 2006 in het Zweedse Göteborg wél achter zich had gelaten. Met een worp van 88,78 had hij toen aan het langste eind getrokken en gewonnen, vóór Pitkämäki (zilver met 86,44) en Jan Železný (brons met 85,92).

### Wereldkampioen in 2009
In 2009 had Thorkildsen het op het gebied van zijn seizoensplanning beter voor elkaar dan bij voorgaande WK's. In de Golden League liet hij, in de aanloop naar de WK in Berlijn, een opklimmende prestatiereeks zien, waarbij hij de eerste twee wedstrijden de eer nog aan Pitkämäki moest laten, maar de volgende twee wedstrijden won. Vooral zijn tweede overwinning in Parijs Saint-Denis, half juli, met een worp van 88,03, waar de Fin bleef steken op 86,68, gaf vertrouwen. Terecht, zo bleek. Want terwijl Pitkämäki in Berlijn een offday had en met 81,90 op een vijfde plaats zelfs geheel buiten de medailles bleef, kwam de Noor met een afstand van 89,59 tot zijn beste prestatie van het seizoen. Eindelijk mocht hij zich nu ook wereldkampioen noemen.

### Europees kampioen in 2010
Tijdens de seizoensopener van 2010, het Florö Track & Field Festival in mei, kwam hij tot zijn beste worp van het jaar, 90,37. Vervolgens won hij in de aanloop naar de EK in Barcelona alle zes wedstrijden die deel uitmaakten van de Diamond League-serie, die in de plaats was gekomen van de Golden League-serie. Op 31 juli verdedigde hij ten slotte in Barcelona met succes zijn Europese titel met een worp van 88,37. Ditmaal ondervond hij de meeste tegenstand van de jonge Duitser Matthias de Zordo, die tot een PR-worp kwam van 87,81. Pitkämäki wierp 86,67 en moest genoegen nemen met brons.
Ten slotte won Thorkildsen aan het eind van het seizoen ook de finale van de Diamond League, de Memorial Van Damme, met een worp van 89,88. Dit leverde hem, naast de eer, ook een diamant op ter waarde van ongeveer $80.000.
Eind 2010 had Thorkildsen dus de drie belangrijkste titels in zijn bezit.

### Wereldkampioenschap in 2011
Op de WK van 2011 kwalificeerde Thorkildsen zich voor de finale met een worp van 81,83. In die finale haalde hij nipt de laatste 8 na drie pogingen met een beste worp van 80,75. Zijn vierde worp was weer op zijn niveau: 84,78. Daarmee behaalde hij een zilveren medaille achter Matthias de Zordo en voor de Cubaan Guillermo Martínez. Ook bij de Diamond League van 2011 werd hij tweede achter De Zordo: tijdens de als finalewedstrijd dienende Memorial Van Damme werd hij vijfde en pakte De Zordo volle punten.

### EK 2012
Op de EK van 2012 in Helsinki kwalificeerde Thorkildsen zich met zijn eerste worp voor de finale. In deze finale gooide hij bij zijn eerste poging de speer naar 81,55. Na de derde worp stopte Thorkildsen door een blessure aan zijn rechter quadricep. Door deze blessure kon hij niet genoeg snelheid in zijn aanloop leggen, waardoor hij uiteindelijk niet verder kwam dan een vierde plek.

### Olympische Spelen London 2012
Thorkildsen maakte dit jaar kans om voor de derde opeenvolgende keer olympisch kampioen speerwerpen te worden. Hiermee zou hij Jan Zelezny evenaren. Die deed dit in 1992, 1996 en 2000, waarvan de laatste op 34-jarige leeftijd. Hij eindigde echter op deze Olympische Spelen als zesde met 82,63. Nochtans gooide hij tijdens de kwalificatie 84,47. De onverwachte winnaar van het speerwerpen was de Trinidadiaan Keshorn Walcott, die zijn speer naar 84,58 gooide.

### Einde carrière
In 2014 kreeg Thorkildsen een heupblessure. Sindsdien deed hij niet meer mee aan internationale wedstrijden. Hij was van plan een comeback te maken op de Olympische Zomerspelen 2016 in Rio de Janeiro, maar die poging mislukte. In mei 2016 maakte hij via Instagram bekend te stoppen met wedstrijdsport.

## Internationale kampioenschappen
| Onderdeel   | Prestatie    | Titel              | Plaats    | Jaar |
| ----------- | ------------ | ------------------ | --------- | ---- |
| speerwerpen | 86,50 m      | Olympisch kampioen | Athene    | 2004 |
|             | 88,78 m      | Europees kampioen  | Göteborg  | 2006 |
|             | 90,57 m (OR) | Olympisch kampioen | Peking    | 2008 |
|             | 89,59 m      | Wereldkampioen     | Berlijn   | 2009 |
|             | 88,37 m      | Europees kampioen  | Barcelona | 2010 |

## Noorse kampioenschappen
| Onderdeel   | Jaar                                           |
| ----------- | ---------------------------------------------- |
| speerwerpen | 2001, 2003, 2004, 2005, 2006, 2009, 2010, 2011 |

## Progressie

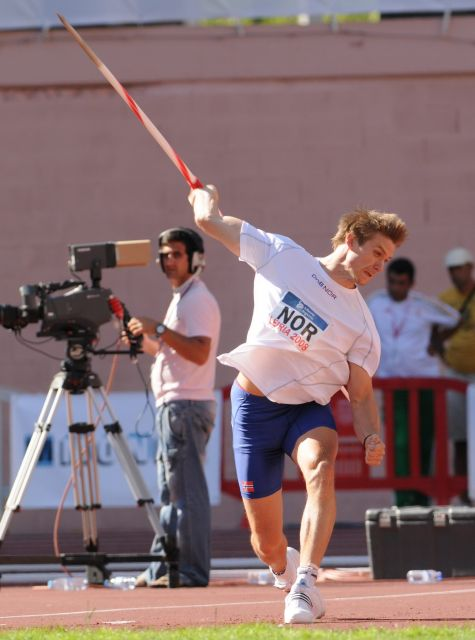
Andreas Thorkildsen: Europacup 2008

| Afstand (m)       | Jaar |
| ----------------- | ---- |
| 53,82             | 1996 |
| 61,57             | 1998 |
| 72,11             | 1999 |
| 77,48             | 2000 |
| 83,87             | 2001 |
| 83,43             | 2002 |
| 85,72             | 2003 |
| 86,50             | 2004 |
| 89,60             | 2005 |
| 91,59 (nat. rec.) | 2006 |
| 89,51             | 2007 |
| 90,57 (OR)        | 2008 |
| 91,28             | 2009 |
| 90,37             | 2010 |
| 90,61             | 2011 |
| 84,72             | 2012 |
| 84,64             | 2013 |
| 80,52             | 2014 |

## Palmares

### speerwerpen
Kampioenschappen
- 1999: 7e EJK - 72,11 m
- 2000:  WJK - 76,34 m (nat. jeugdrec.)
- 2001:  EJK - 76,98 m
- 2001: 13e WK (kwal.B) - 68,41 m
- 2002: 7e EK (kwal.B) - 78,36 m
- 2003: 11e WK - 77,75 m
- 2003: 4e EK U23- 76,95 m
- 2004:  OS - 86,50 m
- 2005:  WK - 86,18 m
- 2005:  Wereldatletiekfinale - 89,60 m
- 2006:  EK - 88,78 m
- 2006:  Wereldbeker - 87,17 m
- 2006:  Wereldatletiekfinale - 89,50 m
- 2007:  WK - 88,61 m
- 2007:  Wereldatletiekfinale - 85,06 m
- 2008:  OS - 90,57 m (OR)
- 2009:  WK - 89,59 m
- 2010:  EK - 88,37 m
- 2011:  WK - 84,78 m
- 2012: 4e EK - 81,55 m
- 2012: 5e OS - 82,63 m[2]
- 2013: 7e WK - 81,06 m

Golden League-overwinningen
- 2006: Bislett Games - 91,59 m
- 2006: Golden Gala - 90,34 m
- 2006: Memorial Van Damme - 86,97 m
- 2006: ISTAF - 87,43 m
- 2007: Golden Gala - 88,36 m
- 2007: Weltklasse Zürich - 89,51 m
- 2008: Bislett Games - 87,73 m
- 2008: Weltklasse Zürich - 90,28 m
- 2009: Golden Gala - 87,46 m
- 2009: Meeting Areva - 88,03 m
- 2009: Weltklasse Zürich - 91,28 m

Diamond League-overwinningen
- 2010:  Eindzege Diamond League
- 2010: Shanghai Golden Grand Prix - 86,11 m
- 2010: Bislett Games - 86,00 m
- 2010: Adidas Grand Prix - 87,02 m
- 2010: Athletissima - 87,03 m
- 2010: Meeting Areva - 87,50 m
- 2010: London Grand Prix - 87,38 m
- 2010: Memorial Van Damme - 89,88 m
- 2011: Athletissima - 88,19 m
- 2011: Aviva Birmingham Grand Prix - 88,30 m
- 2011: DN Galan - 88,43 m
- 2013: Sainsbury’s Grand Prix – 83,94 m

## Onderscheidingen
- Europees atleet van het jaar - 2008
- Noors atleet van het jaar - 2004, 2005, 2006, 2007, 2008, 2009

1908: Eric Lemming ·
1912: Eric Lemming ·
1920: Jonni Myyrä ·
1924: Jonni Myyrä ·
1928: Erik Lundqvist ·
1932: Matti Järvinen ·
1936: Gerhard Stöck ·
1948: Tapio Rautavaara ·
1952: Cyrus Young ·
1956: Egil Danielsen ·
1960: Viktor Tsyboelenko ·
1964: Pauli Nevala ·
1968: Jānis Lūsis ·
1972: Klaus Wolfermann ·
1976: Miklós Németh ·
1980: Dainis Kūla ·
1984: Arto Härkönen ·
1988: Tapio Korjus ·
1992: Jan Železný ·
1996: Jan Železný ·
2000: Jan Železný ·
2004: Andreas Thorkildsen ·
2008: Andreas Thorkildsen ·
2012: Keshorn Walcott ·
2016: Thomas Röhler ·
2020: Neeraj Chopra ·
2024: Arshad Nadeem
1983: Detlef Michel ·
1987: Seppo Räty ·
1991: Kimmo Kinnunen ·
1993: Jan Železný ·
1995: Jan Železný ·
1997: Marius Corbett ·
1999: Aki Parviainen ·
2001: Jan Železný ·
2003: Sergej Makarov ·
2005: Andrus Värnik ·
2007: Tero Pitkämäki ·
2009: Andreas Thorkildsen ·
2011: Matthias de Zordo ·
2013: Vítězslav Veselý ·
2015: Julius Yego ·
2017: Johannes Vetter ·
2019: Anderson Peters ·
2022: Anderson Peters ·
2023:  Neeraj Chopra